# Alphonse II (roi de Naples)
Pour les articles homonymes, voir Alphonse II et Alphonse d'Aragon.
Alphonse II de Naples, né le 4 novembre 1448 à Naples et mort le 18 décembre 1495 à Messine, est roi de Naples de janvier 1494 à janvier 1495, au moment où le roi de France Charles VIII lance une expédition pour s'emparer de son royaume (première guerre d'Italie) ; contraint à l'abdication (23 janvier 1495), Alphonse meurt peu après en Sicile.

## Biographie

### Origines familiales
Alphonse est le fils de Ferdinand Ier de Naples, roi de Naples, et d'Isabelle de Chiaramonte.
Il reçoit dès sa naissance, de son grand-père Alphonse V d'Aragon, le titre de prince de Capoue. Il devient duc de Calabre en 1458, lorsque son père monte sur le trône de Naples.

### Ambassade en Aragon
En 1476, Alphonse, duc de Calabre, se rend à Barcelone, en tant que vicaire général de Ferdinand Ier de Naples afin d'y conclure le mariage de ce dernier qui est veuf, avec Jeanne d'Aragon, fille de Jean II d'Aragon, roi d'Aragon, de Majorque, de Valence et de Sicile, et de Jeanne Enríquez. Il reste toute sa vie fortement lié avec sa belle-mère et avec Jeanne de Naples, la demi-sœur que celle-ci conçoit avec Ferdinand Ier d'Aragon et qui épouse, après son décès, Ferdinand II de Naples. Il évoque avec tendresse les deux femmes dans son testament.

### La guerre des Pazzi (1478)

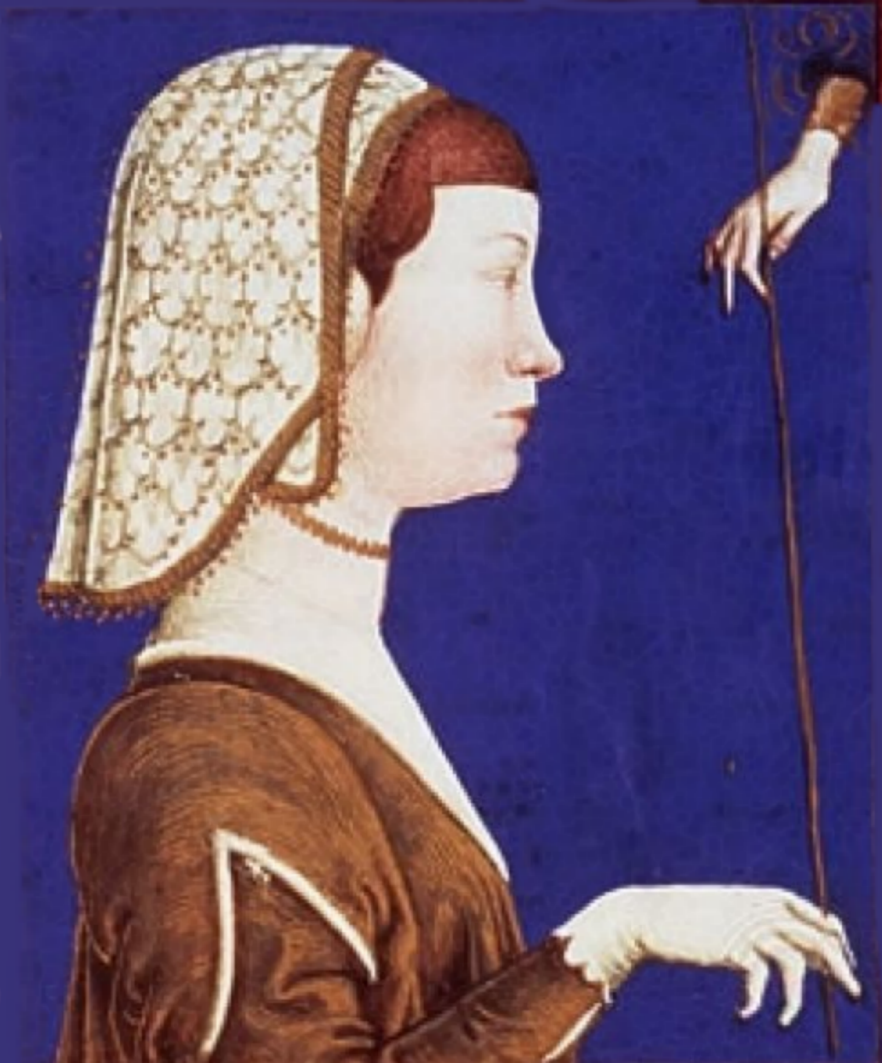
Portrait d'Éléonore d'Aragon, dans le manuscrit Il modo di regere e di regnare d'Antonio Cornazzano.

En 1478, l'échec de la conjuration des Pazzi et l'assassinat de Julien de Médicis conduisent à une guerre ouverte, entre le pape Sixte IV et Florence, à laquelle le roi de Naples participe en tant qu'allié et que vassal de la papauté. Le duc de Calabre Alphonse conduit, avec le titre de capitaine et de gonfalonier de l'Église, l'expédition contre Florence. Il assiège et prend, en 1478, Castellina in Chianti, Radda in Chianti, Monte San Savino et Chianciano. En 1479, il entre à Sienne, défait Hercule Ier d'Este à Poggibonsi, et par la prise de Colle di Val d'Elsa, contraint Laurent le Magnifique à négocier la paix. Ce dernier se rend en personne à Naples, depuis décembre 1479 jusqu'à mars 1480, afin de négocier l'arrêt des hostilités et une alliance, destinée à contrôler l'expansion territoriale de la république de Venise et des États pontificaux, avec le roi de Naples. Laurent de Médicis et Ferdinand Ier de Naples parviennent à conclure un traité le 13 mars 1480.

### La guerre d'Otrante (1480)
Le 28 juillet 1480, un important contingent turc, commandé par Gedik Ahmed Pacha, débarque près des lacs Alimini (it), au nord-ouest d'Otrante. Personne n'a jamais su quels étaient les objectifs du sultan Mehmed II et ceux-ci ont donné lieu à de nombreuses spéculations : peut-être entendait-il simplement renforcer le contrôle de la Sublime Porte sur la mer Adriatique, peut être envisageait-il d"établir sa suzeraineté sur la principauté de Tarente, sans doute voulait-il utiliser les Pouilles comme une base pour la conquête de Rome, la vraie capitale de l'Empire romain dont il rêve de restaurer la grandeur qu'il avait eu au temps de l'empereur Justinien II.

### L'attaque française et l'exil
Le roi Charles VIII de France, héritier de René Ier de Naples, revendiqua le royaume de Naples qu'Alphonse V d'Aragon, le grand-père d'Alphonse II, avait conquis sur René Ier. Appelé par le vœu de la plupart des Napolitains, Charles VIII envahit le royaume de Naples.
Alphonse, abandonné par Doria (1494), ses alliés, et mal secondé par ses sujets dont il s'était aliéné la sympathie par ses vices, abdiqua le 23 janvier 1495 en faveur de son fils Ferdinand II.
Il quitta Naples pour se retirer en Sicile et mourut peu après, en décembre 1495. L'humaniste Antonio De Ferrariis, médecin à sa cour, compose à sa mort l’Antonius Galateus medicus in Aiphonsum regem epitaphium (1495).

## Mariage et descendance

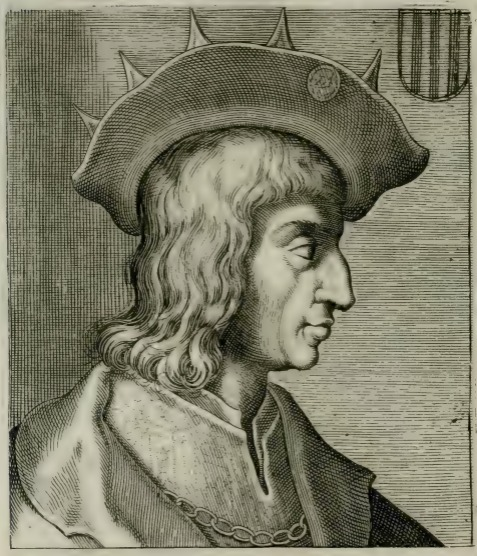
Alfonso II de Naples.

Il avait épousé Ippolita Maria Sforza (1446-1488) en 1465, fille de Francesco Sforza, duc de Milan, et de Blanche Marie Visconti, et avait eu :
- Ferdinand II de Naples (1467-1496), roi de Naples, épouse Jeanne de Naples (1478-1518), sans postérité,
- Pierre, prince de Rossano (1471-1491) ;
- Isabelle de Naples (1470-1524), duchesse de Bari (it) en 1501, princesse de Rossano, comtesse de Borrello jusqu'en 1517 (puis échange contre les seigneuries d'Ostuni et Grottaglie), mariée en 1489 à Jean Galéas Sforza († 1494), duc de Milan, d'où postérité par le mariage de leur fille Bonne Sforza, duchesse de Bari et princesse de Rossano : rois Jagellon puis Vasa de Pologne ;

De sa maîtresse Tuscia Gazullo/Trusia ou Trogia Gazella, il eut :
- Alphonse d'Aragon (1481 - assassiné par son beau-frère César Borgia le 18/08/1500), prince de Salerne, marié le 21/07/1498 à Rome à Lucrèce Borgia (1480-1519) : parents de Rodrigo (1499-1512) duc de Bisceglie et de Sermoneta ;
- Sancia d'Aragon (1478-1506), mariée en 1493 à Jofre/Goffredo Borgia, fait premier prince de Squillace et comte de Cariati en 1494, puis comte d'Alvito en 1497 : sans postérité.